# Monleón (Salamanca)
Monleón ist ein Ort und eine zentralspanische Gemeinde (municipio) mit 85 Einwohnern (Stand: 2024) in der Provinz Salamanca in der Autonomen Gemeinschaft Kastilien-León.

## Lage und Klima
Der Ort Monleón liegt auf einer ca. 875 m hohen Anhöhe am Oberlauf des Río Alagón. Bis nach Salamanca sind es ca. 60 km (Fahrtstrecke) in nördlicher Richtung; die sehenswerte Stadt Ciudad Rodrigo befindet sich etwa 80 km westlich. Das Klima ist gemäßigt bis warm; Regen (ca. 500 mm/Jahr) fällt zumeist im Winterhalbjahr.

## Bevölkerungsentwicklung
| Jahr      | 1857 | 1900 | 1950 | 2000 | 2021 |
| Einwohner | 400  | 478  | 449  | 135  | 96   |

Infolge der Mechanisierung der Landwirtschaft und der Aufgabe bäuerlicher Kleinbetriebe („Höfesterben“) ist in der zweiten Hälfte des 20. Jahrhunderts ein konstanter Bevölkerungsrückgang zu verzeichnen gewesen.

## Wirtschaft
Die Bevölkerung lebte jahrhundertelang als Selbstversorger von der Landwirtschaft (v. a. der Viehzucht); Gemüse für den Eigenbedarf wird immer noch in den terrassierten Gärten am Hügelabhang angepflanzt. Auch das Handwerk (Stellmacher, Schmied etc.) und der Kleinhandel haben eine gewisse Rolle gespielt. Seit den 1960er Jahren werden viele leerstehende Häuser als Feriendomizile vermietet.

## Geschichte
Obwohl die Anhöhe gut zu verteidigen war, fehlen aus prähistorischer, keltischer, römischer, westgotischer und maurischer Zeit sowohl schriftliche als auch archäologische Funde; lediglich der Rumpf eines „iberischen Stiers“ (verraco) und einige wenige Steinsarkophage weisen auf eine (zeitweise) Besiedlung des Platzes hin. Die erste Erwähnung des Ortsnamens (leocaput) stammt aus dem Jahr 939; in das Jahr 1077 fällt die Rückeroberung des Gebiets (reconquista) durch Alfons VI. aus den Händen der Mauren – danach wurde der Ort zu einer Grenzfestung ausgebaut. Alfons IX. verlieh ihm im Jahr 1199 die Stadtrechte; in der Folge wurden Ort und Burg von einem Mauerring umgeben, der – immer wieder restauriert – noch in großen Teilen erhalten ist.

## Sehenswürdigkeiten

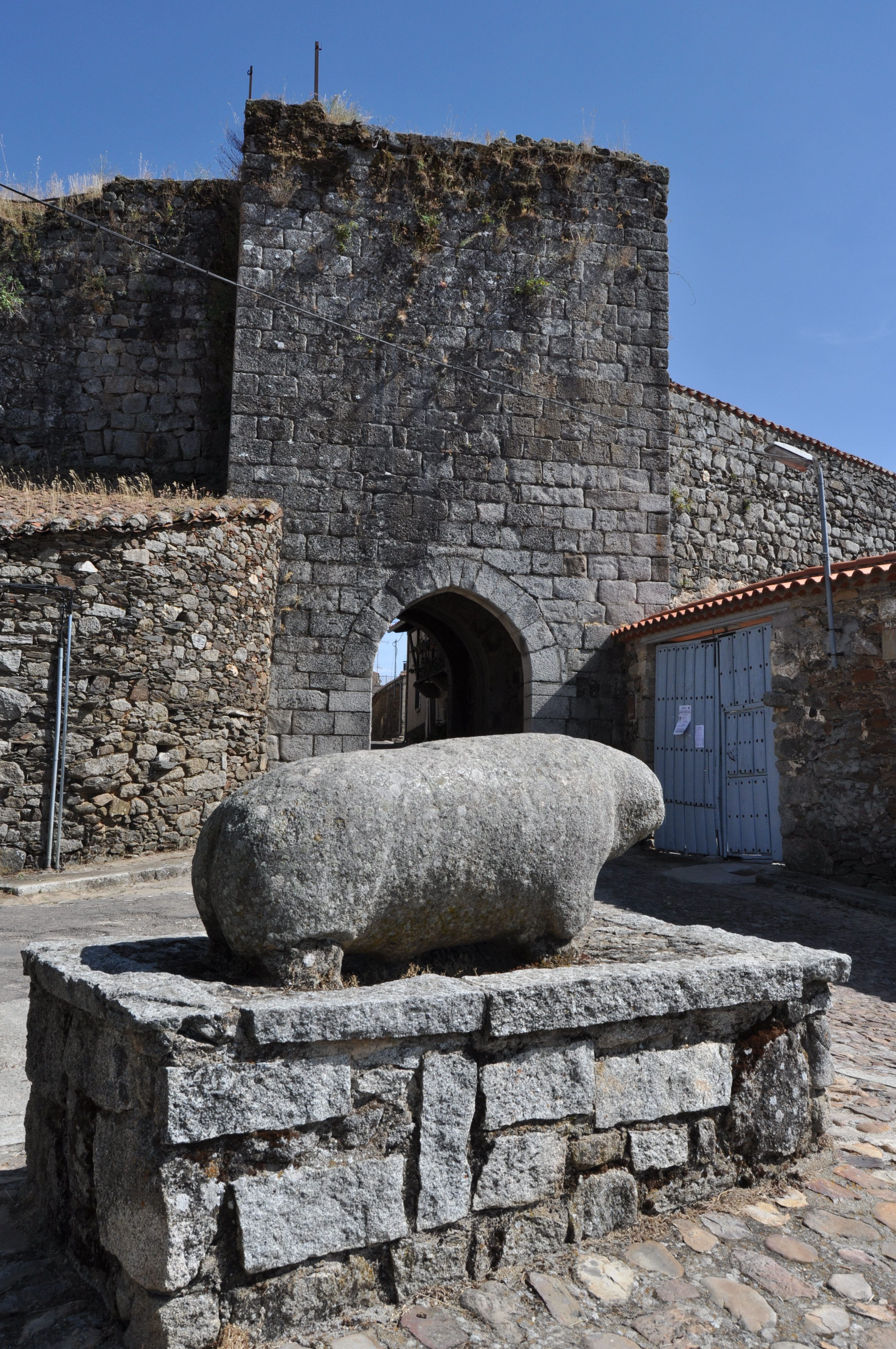
„Iberischer Stier“ (verraco)

- Am mauerumgürteten Ortseingang wurde ein in der Umgebung gefundener „iberischer Stier“ (verraco) aufgestellt, der ursprünglich als Fruchtbarkeits- und/oder Hoheitssymbol gedient haben könnte, im Mittelalter jedoch zum Schutz der Viehherden außerhalb des Ortes aufgestellt war.
- Der 37 m hohe Bergfried (torre de homenaje) der im 15. Jahrhundert errichteten Burg (castillo) ist einer der höchsten und besterhaltenen Spaniens. Oben befindet sich eine von Brüstungsmauern mit acht halbrunden Wehrerkern eingefasste Plattform, die sehr zum majestätischen Eindruck des spätmittelalterlichen Bauwerks beitragen. Andere Teile der ehemals zinnenbekrönten Burgmauern sind ebenfalls erhalten. Die Burg befindet sich in Privatbesitz und ist nur von außen zu besichtigen.
- Die im 16. Jahrhundert erbaute örtliche Pfarrkirche steht auf der gegenüberliegenden Seite des Burghügels. Einige Säulen und Steine eines romanischen Vorgängerbaus wurden als Spolien wiederverwendet.
- Am Fuß des Burghügels wurden einige anthropomorphe Sarkophage entdeckt, die von einigen ins 6. oder 7. Jahrhundert datiert werden; aber auch spätere Datierungen sind möglich.